# Жерехова
Жерехова (пол. Żerechowa) — село в Польщі, у гміні Ленки-Шляхецькі Пйотрковського повіту Лодзинського воєводства.
Населення — 186 осіб (2011).
У 1975-1998 роках село належало до Пйотрковського воєводства.

## Демографія
Демографічна структура станом на 31 березня 2011 року:
|          | Загалом | Допрацездатний вік | Працездатний вік | Постпрацездатний вік |
| -------- | ------- | ------------------ | ---------------- | -------------------- |
| Чоловіки | 94      | 19                 | 58               | 17                   |
| Жінки    | 92      | 17                 | 45               | 30                   |
| Разом    | 186     | 36                 | 103              | 47                   |